# NGC 3273
NGC 3273 este o galaxie lenticulară situată în constelația Mașina Pneumatică. A fost descoperită în 3 mai 1834 de către John Herschel. Se află la o distanță de 49,89 de megaparseci de Pământ.